# Isabel Vilallonga
Isabel María Vilallonga Elviro (Valencia de Alcántara, 28 de noviembre de 1949) es una política y funcionaria española. Fue concejala del Ayuntamiento de Madrid en las filas del Partido Comunista de España (1981-1983) y diputada en la Asamblea de Madrid por Izquierda Unida (1987-1991) y senadora (1991-1995). Volvería como concejala al Ayuntamiento de Madrid electa en las listas de la coalición PSOE-Progresistas y del Partido Socialista Obrero Español (PSOE) en una segunda etapa que se extendió desde 1999 hasta 2011, cuando se despidió de la política.

## Biografía
Nacida el 28 de noviembre de 1949 en Valencia de Alcántara, provincia de Cáceres, se licenció en Ciencias Políticas y Sociología. Activista en el movimiento estudiantil y vecinal en Madrid (en este último caso como miembro de la Asociación de Vecinos de La Corrala de Lavapiés) y militantes desde finales de la década de 1960 en el Partido Comunista de España (PCE), se convirtió en concejal del Ayuntamiento de Madrid en junio de 1981, sustituyendo a Ramón Tamames, que había abandonado el PCE.
El día 18 de noviembre de 1981 le fue notificada su expulsión del PCE junto a Eduardo Mangada, Cristina Almeida, José Luis Martín Palacín y Luis Larroque, también concejales, decisión que fue ratificada en enero de 1982 después de la desestimación del recurso.
Vilallonga, funcionaria técnica de nivel superior de la Secretaría de Estado de Medio Ambiente, volvió posteriormente al PCE y encabezó la candidatura de Izquierda Unida (IU) para las elecciones a la Asamblea de Madrid de 1987, que obtuvo 7 escaños. Repitió otra vez como cabeza de lista IU en las elecciones a la Asamblea de Madrid de 1991. Entre 1991 y 1995 fue senadora por designación del parlamento autonómico.
Villalonga, que fue una de los impulsoras del Partido Democrático de la Nueva Izquierda (PDNI), fue apartada de la dirección de IU en junio de 1997. De cara a las elecciones municipales de 1999 en Madrid, concurrió como número 6 de la candidatura de la coalición PSOE-Progresistas. siendo escogida concejala, en lo que supuso su regreso al pleno del consistorio de la capital española. Renovó su acta de concejal por el PSOE en las elecciones municipales de 2007 y elecciones municipales de 2007 en Madrid, despidiéndose de su trayectoria en el ayuntamiento en 2011.